# Okręg Angoulême
Okręg Angoulême (fr. Arrondissement d'Angoulême) – okręg w zachodniej Francji. Populacja wynosi 194 tysiące.

## Podział administracyjny
W skład okręgu wchodzą następujące kantony:
- Angoulême-Est,
- Angoulême-Nord,
- Angoulême-Ouest,
- Aubeterre-sur-Dronne,
- Blanzac-Porcheresse,
- Chalais,
- Couronne,
- Gond-Pontouvre,
- Hiersac,
- Montbron,
- Montmoreau-Saint-Cybard,
- Rochefoucauld,
- Ruelle-sur-Touvre,
- Saint-Amant-de-Boixe,
- Soyaux,
- Villebois-Lavalette.